# Quartetto (film)
Quartetto è un film italiano del 2001 diretto da Salvatore Piscicelli.

## Riconoscimenti
- Nastri d'argento 2002 - Candidatura al Nastro d'argento ai migliori costumi per Nicoletta Taranta